# Cercle de Joachim SC
Cercle de Joachim Sports Club w skrócie Cercle de Joachim SC – maurytyjski klub piłkarski z siedzibą w mieście Curepipe, grający w pierwszej lidze maurytyjskiej.

## Sukcesy
- I liga[1]:
  - mistrzostwo (4): 2014, 2015, 2024, 2024/25.

## Występy w afrykańskich pucharach
| Sezon | Rozgrywki     | Runda   | Kraj     | Klub              | Dom | Wyjazd | Dwumecz |
| ----- | ------------- | ------- | -------- | ----------------- | --- | ------ | ------- |
| 2016  | Liga Mistrzów | wstępna | Tanzania | Young Africans SC | 0–1 | 0–2    | 0–3     |

## Stadion
Domowe mecze klub rozgrywa na stadionie o nazwie Stade George V w Curepipe, który może pomieścić 6200 widzów.